# Chayanta (provins)

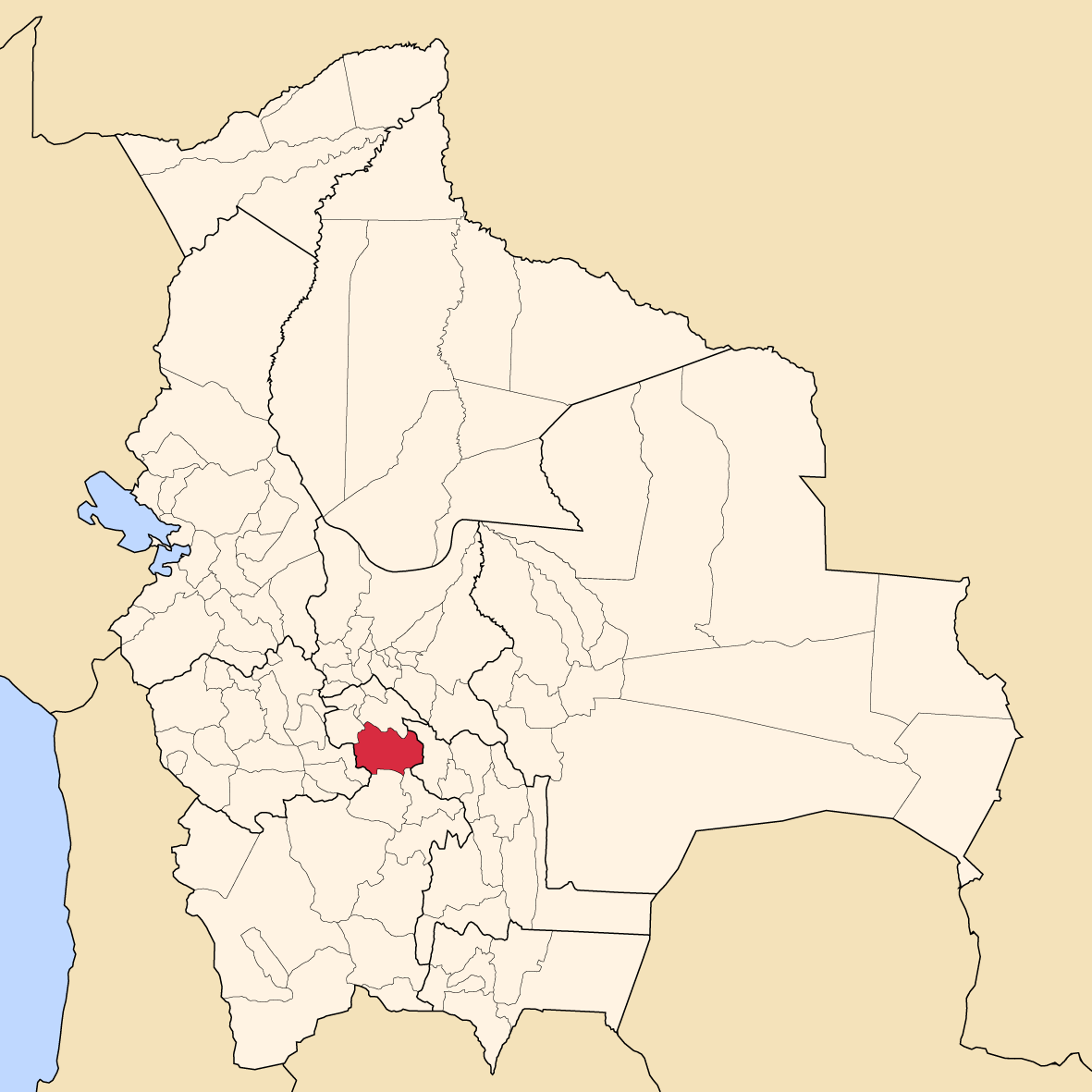
Provinsens läge i Bolivia

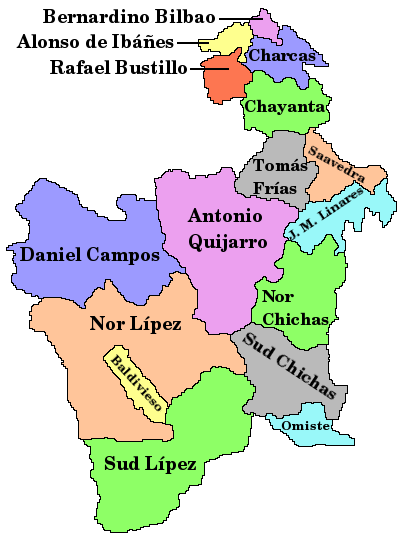
Provinser i Potosí

Chayanta är en provins i departementet Potosí i Bolivia. Den administrativa huvudorten är Colquechaca.